# Magritte d'honneur
Le Magritte d'honneur est une récompense cinématographique belge honorifique décernée depuis 2011 par l'académie André-Delvaux, laquelle décerne également tous les autres Magritte du cinéma.

## Palmarès
| Année | Récipiendaire     |
| ----- | ----------------- |
| 2011  | André Delvaux     |
| 2012  | Nathalie Baye     |
| 2013  | / Costa-Gavras    |
| 2014  | / Emir Kusturica  |
| 2015  | Pierre Richard    |
| 2016  | Vincent Lindon    |
| 2017  | André Dussollier  |
| 2018  | Sandrine Bonnaire |
| 2019  | Raoul Servais     |
| 2020  | Monica Bellucci   |
| 2022  | Marion Hänsel     |
| 2023  | Agnès Jaoui       |